# Genech
Genech település Franciaországban, Nord megyében. Lakosainak száma 2811 fő (2022. január 1.). Genech Cysoing, Nomain, Mouchin, Cobrieux és Templeuve községekkel határos.

## Népesség
A település népességének változása:
| Lakosok száma | 2719 | 2667 | 3325 | 2702 | 2768 | 2827 | 2839 | 2825 | 2811 |
|               | 2013 | 2015 | 2016 | 2017 | 2018 | 2019 | 2020 | 2021 | 2022 |